# Huis Guise

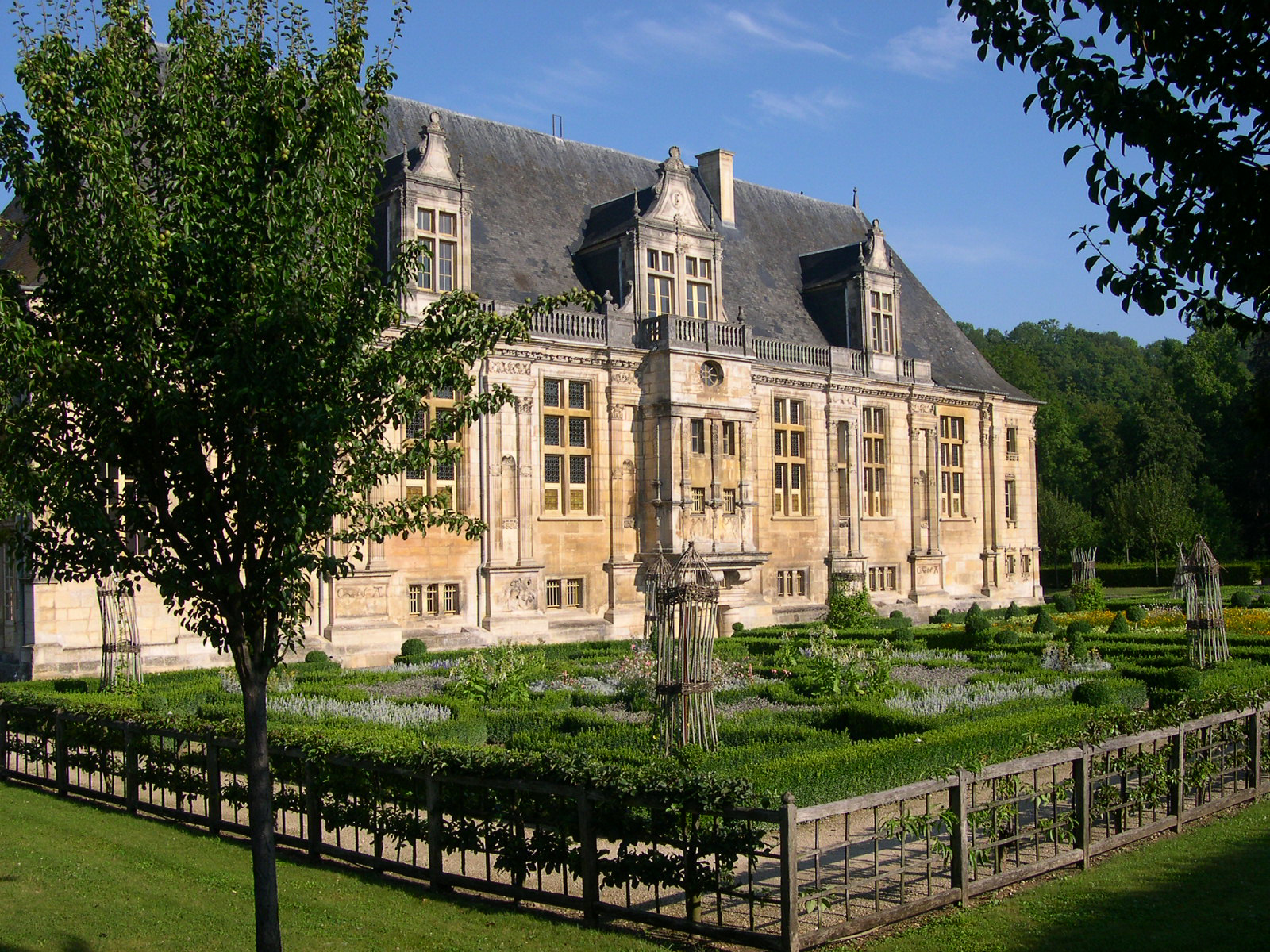
Het Château du Grand Jardin in Joinville, de zetel van de graven en hertogen van Guise.

Het huis Guise was een hertogelijke familie in het koninkrijk Frankrijk, afkomstig uit een zijtak van het huis Lotharingen.

## Geschiedenis

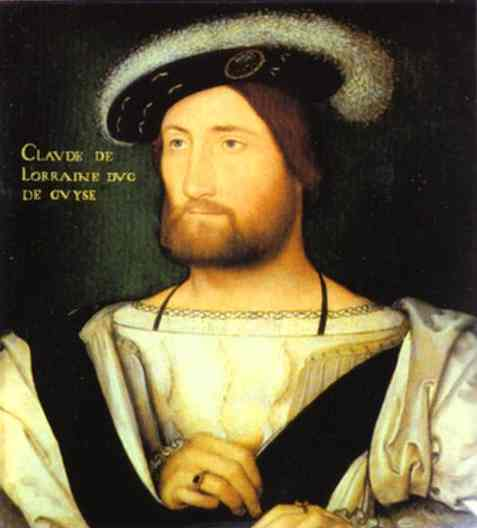
' door Jean Clouet (Galleria Palatina in het Palazzo Pitti).

Claude van Lotharingen (1496-1550) was een een jongere zoon van hertog René II van Lotharingen. Hij ging in Frankrijk wonen en trouwde in 1513 met Antoinette van Bourbon, die de dochter was van graaf Frans van Bourbon-Vendôme. Hij volgde zijn vader in 1508 op in diens claim op het graafschap Guise en Aumale en werd in 1520 als graaf erkend door het Parlement van Parijs. In 1527 of 1528 werd zijn graafschap Guise tot een hertogelijke pairie verheven en in 1547 werd ook Aumale een hertogdom. Claude liet vijf dochters na. De oudste, Maria (1515–1560), werd door haar huwelijk met Jacobus V van Schotland de moeder van Maria Stuart. Verder had hij zes zonen. De oudste hiervan, Frans (1519–1563), hertog van Guise‚ werd tevens zijn opvolger.
Karel van Lotharingen (1524-1574), kardinaal en aartsbisschop van Reims, wordt vaak de kardinaal van Lotharingen genoemd. Hij was de hugenoten (Franse protestanten) sterk vijandig gezind, en had veel invloed als minister Frans II van Frankrijk en Karel IX van Frankrijk. Ook zijn broer Lodewijk van Lotharingen (1527-1578), gewoonlijk kardinaal van Guise genaamd, maar daarnaast ook bisschop van Metz en aartsbisschop van Sens, was een man van invloed.
Belangrijke veldheren waren Claude II van Aumale (1526-1573), hertog van Aumale, stichter van deze zijlinie, Frans van Guise (1534-1563), Maltezer-ridder, grootprior van de Orde van Malta en generaal van de galeien, en René II van Elbeuf (1536–1566), markies van Elbeuf, stichter van deze zijlinie.
Het heerszuchtige karakter van deze broers, van dewelke zich vooral de oudere Frans van Guise (1519-1573) en de kardinaal van Lotharingen aan het hoofd van de Katholieke Liga stelden, deed onder de regering van de zwakke koning Frans II van Frankrijk, wiens gemalin Maria Stuart de nicht van de Guises was, leidde tot de Hugenotenoorlogen. Ook nadat in 1563 Frans van Guise voor Orléans was doodgeschoten, zouden zijn zonen Hendrik I van Guise, hertog van Guise, Lodewijk van Lotharingen (1555-1588), kardinaal van Lotharingen en aartsbisschop van Reims (in 1588 vermoord), en Karel van Mayenne (1554-1611), hertog van Mayenne, deze met ijver voortzetten. Hendrik I van Guise zou tijdens de latere jaren van de heerschappij van Hendrik III zelfs op het punt hebben gestaan om de Franse troon te bestijgen.
Tot de nakomelingen van Hendrik I van Guise behoorde zijn opvolger Karel I van Guise (1571-1640), die in 1640 te Cuneo in Italië, na door kardinaal Richelieu te zijn verbannen, overleed. Een andere nakomeling was Claude van Chevreuse (1578-1657), hertog van Chevreuse, die vooral bekend was door zijn gemalin, Maria van Rohan-Montbazon, weduwe van de connétable Charles de Luynes; Frans Alexander van Guise (1589-1614), die in 1614 door het springen van een kanon stierf.
Van de zonen van hertog Karel II van Guise werd de tweede zoon Hendrik II van Guise (1614-1664), hertog van Guise, erfgenaam van zijn vader. Richelieu verklaarde zijn goederen verbeurd, en hoezeer het merendeel later werd teruggegeven, bleef het hertogdom evenwel opgeheven. Hendrik II stierf zonder nakomelingen en stelde zijn neef Lodewijk Jozef van Guise, hertog van Guise, Joyeuse en Angoulême, tot erfgenaam aan. Met  het overlijden van diens zoon Frans Jozef van Guise (1670-1675) in 1675 stierf de rechtstreekse lijn van de hertogen van Guise uit het huis van Lotharingen uit.
De Condé’s traden nu als erfgenamen op.

## Referentie
- art. Guise, in Algemeene Nederlandsche Encyclopedie voor den beschaafden stand, VII, Zutphen - Leiden, 1866, pp. 161- 162.